# Step You/Is This Love?
«STEP you / is this LOVE?» es el sencillo n.º 35 de la cantante japonesa Ayumi Hamasaki, lanzado originalmente el 20 de abril del año 2005, convirtiéndose en el primer sencillo de la cantante lanzado ese año.

## Información
Tras el también éxito del sencillo lanzado anteriormente "CAROLS", y una larga espera de meses, fue lanzado este nuevo sencillo, el primer de sólo dos caras A de Ayumi Hamasaki. Originalmente estaba destinado a ser una versión de rock más acústico (la primera versión de la canción fue estrenada en comerciales de la cadena de productos Panasonic, pero posteriormente fue modificada, y dentro de la gira que Hamasaki daba dentro de ese año ayumi hamasaki ARENA TOUR 2005 A～MY STORY～, la canción "STEP you" fue cantada en vivo por primera vez, reemplazando a "Trauma", la canción antes cantada dentro del concierto en ese lugar.
El sencillo logró ventas que dieron nuevamente grandes ventas, superando a varios sencillos anteriores de la cantante, que poco a poco iban bajando popularidad. El sencillo fue el más vendido de todo el 2005, hasta que ese mes fue superado por la canción de Mika Nakashima (lanzada bajo el nombre NANA staring MIKA NAKASHIMA) "GLAMOROUS SKY".
El sencillo también logró llamar la atención gracias a que también incluyó un nuevo vídeo musical de una de las pistas del álbum MY STORY, la feminista canción "my name's WOMEN", que no logró convertirse en sencillo por su cuenta, pero si fue promocionada en televisión también gracias a productos de la empresa Panasonic.

## Relación vídeo / canción
Los tres videos presentes en este sencillo tiene historias completamente diferentes, sin ninguna relación aparente con uno y el otro.
El vídeo musical de "STEP you" se muestran a cinco tipos de personas distintas representados por los números 1, 2, 3 y 4, e interpretados por la misma Ayu. La primera es lo que puede considerarse la chica "kawaii", algo así como la "genial". La segunda es una chica más madura, la cual viste elegantes ropas. La tercera es la "angelical", que espera a que algún día un príncipe la lleve a algún lugar distante. Por último la cuarta es lo que puede llamarse "la fiera", que posee una gran melena, aparte de voluptuosos movimientos. El vídeo musical tiene relación con la canción, puesto que el tema trata principalmente sobre querer acercarse a una persona, tratar de conocerla, y lograr llegar a ver al verdadero yo de esa persona y al mismo tiempo mostrar las facetas de la persona (en ese caso ayumi) que se quiera acercar.
Tras el tema algo relajado y alentador del primer tema, "is this LOVE?" presenta algo más melodramático. El tema trata sobre un desamor, y también los celos al ver a la persona amada junto a otra persona, y verla feliz en esa situación. En el vídeo musical se ve a Ayumi recordando su viejo hogar que ahora está convertido en ruinas. La joven ve cómo sus recuerdos se van destruyendo poco a poco, de forma literal.
Con "my name's WOMEN" se muestra el lado feminista de Ayumi Hamasaki, tanto en la canción como en el video. Al inicio del vídeo se ve a una "nerd" (interpretada por la misma Ayumi) que es rechazada por alguien a quien se siente atraída, y se da cuenta de que es un mujeriego. En ese momento se decide una venganza, y aparecen como invitadas especiales CHIHARU y ETSU de la banda TRF, para desafiar a los hombres (bailarines), entre los que se encuentra el que rechazó a Ayu. Las imágenes de detrás de cámara de este vídeo no se encuentran registradas en un ningún lanzamiento oficial (como en los otros dos anteriores, donde en el álbum (miss)understood se ven registradas imágenes de la grabación), aunque sin embargo fue transmitido una edición del programa Making The Video de la cadena japonesa de MTV que mostró como el vídeo musical de esta canción fue realizado.

## Canciones

### CD
1. «STEP you»
2. «is this LOVE?»
3. «STEP you» (Instrumental)
4. «is this LOVE?» (Instrumental)

### DVD
1. «STEP you» (videoclip)
2. «is this LOVE?» (videoclip)
3. «my name's WOMEN» (videoclip)

- Datos: Q2269380